# Sawyer (Oklahoma)
Sawyer és un poble dels Estats Units a l'estat d'Oklahoma. Segons el cens del 2000 tenia 274 habitants.

## Demografia
Segons el cens del 2000, Sawyer tenia 274 habitants, 115 habitatges, i 80 famílies. La densitat de població era de 22,8 habitants per km².
Dels 115 habitatges en un 27% hi vivien nens de menys de 18 anys, en un 61,7% hi vivien parelles casades, en un 6,1% dones solteres, i en un 29,6% no eren unitats familiars. En el 25,2% dels habitatges hi vivien persones soles el 7,8% de les quals corresponia a persones de 65 anys o més que vivien soles. El nombre mitjà de persones vivint en cada habitatge era de 2,38 i el nombre mitjà de persones que vivien en cada família era de 2,89.
Per edats la població es repartia de la següent manera: un 24,8% tenia menys de 18 anys, un 5,1% entre 18 i 24, un 29,6% entre 25 i 44, un 27,4% de 45 a 60 i un 13,1% 65 anys o més.
L'edat mediana era de 39 anys. Per cada 100 dones de 18 o més anys hi havia 100 homes.
La renda mediana per habitatge era de 24.375 $ i la renda mediana per família de 29.688 $. Els homes tenien una renda mediana de 26.071 $ mentre que les dones 19.375 $. La renda per capita de la població era d'11.874 $. Entorn del 16% de les famílies i el 24,9% de la població estaven per davall del llindar de pobresa.

## Poblacions més properes
El següent diagrama mostra les poblacions més properes.